# 렛 미 인 (소설)
《렛미인》(Låt den rätte komma in)은 욘 아이비데 린드크비스트가 쓴, 2004년에 출간된 스웨덴의 소설이다. 12살 소년 오스카르와 100년을 넘게 산 어린 뱀파이어 엘리의 관계를 중심으로 전개되는 이야기를 담고 있으며 공간적으로는 1980년대 초 스톡홀름 교외 블라케베리를 배경으로 하고 있다. 이야기는 전반적으로 생존에 대한 갈망, 억압, 아동성애, 살인 등을 통해 인간의 어두운 내면을 조명하고 있다.